# Gämskresse
Die Gämskresse (Hornungia alpina) ist eine Pflanzenart aus der Gattung der Felskressen (Hornungia) innerhalb der Familie der Kreuzblütengewächse (Brassicaceae). 

## Trivialnamen
Gämskresse in alter Rechtschreibung Gemskresse, auch Alpen-Gämskresse oder Gamskresse genannt. Für das Berner Oberland ist als weiterer Trivialname der Gämskresse auch der Name Zigerblüemli belegt.

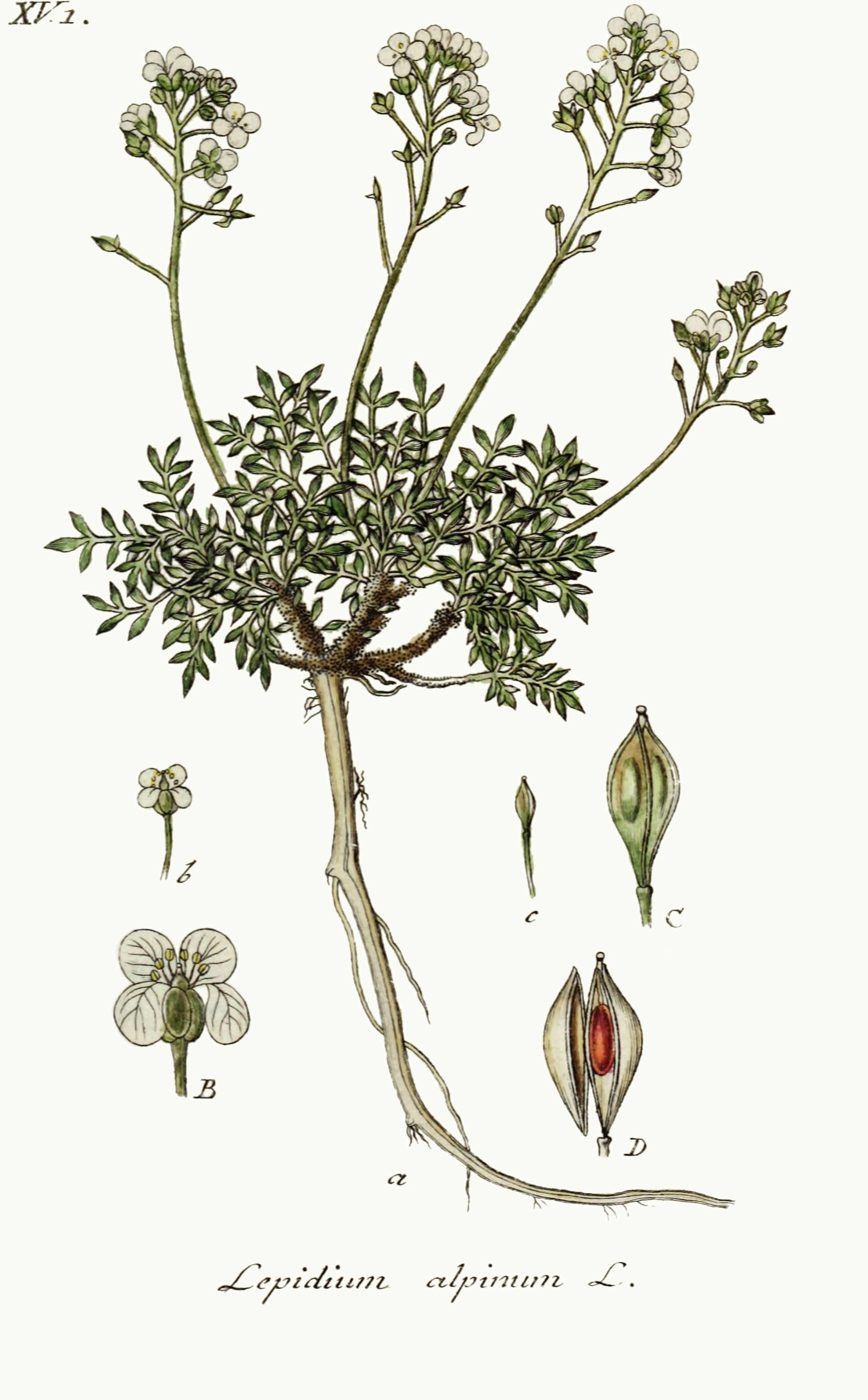
Illustration aus Deutschlands Flora in Abbildungen nach der Natur, 1806

## Vorkommen
Die Gämskresse ist eine Polsterpflanze der europäischen Hochgebirge. Sie gedeiht in alpinen Steinschuttfluren auf sickerfrischen, basenreichen, lockeren, rohen Schuttböden.

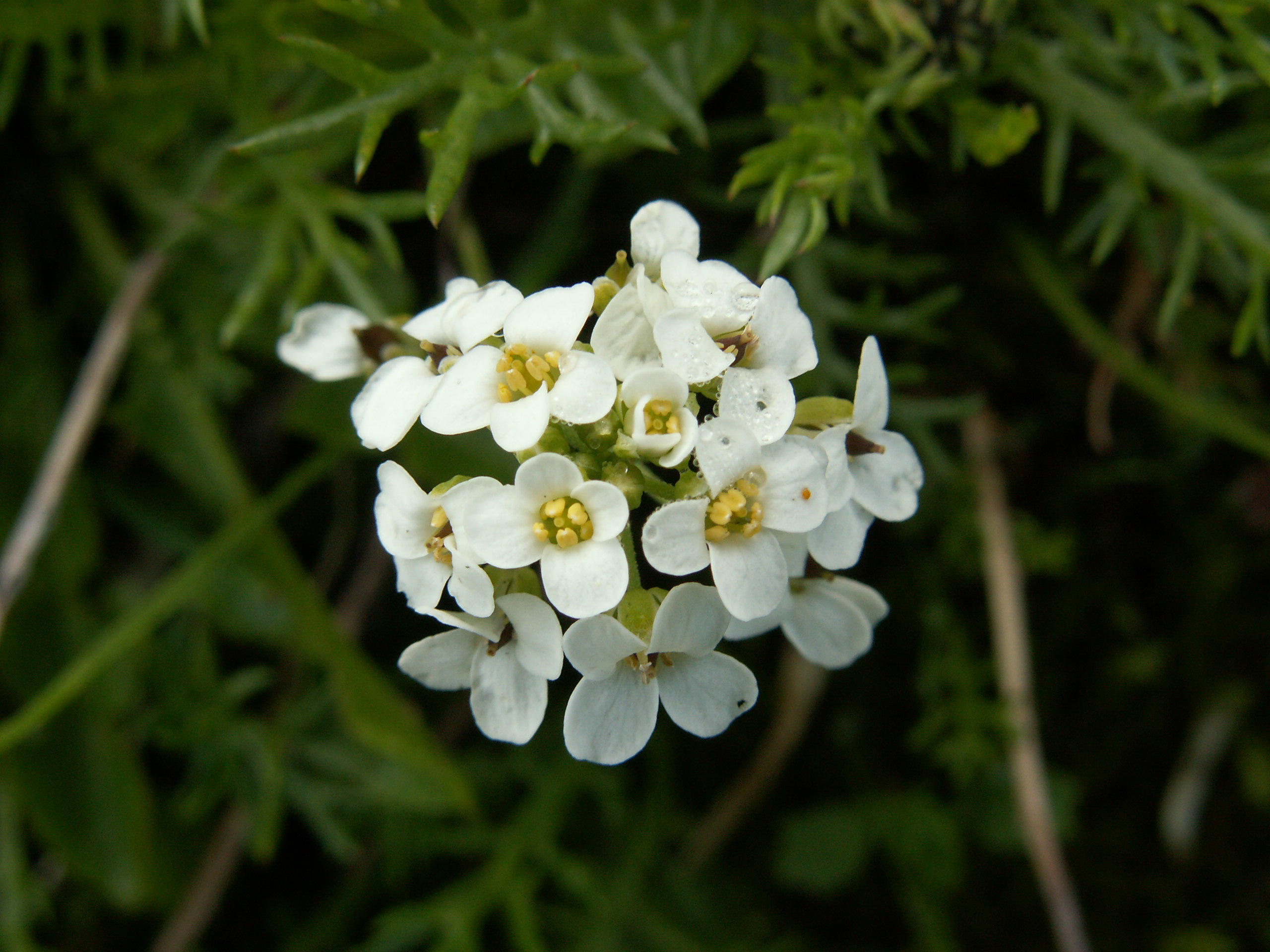
Hornungia alpina

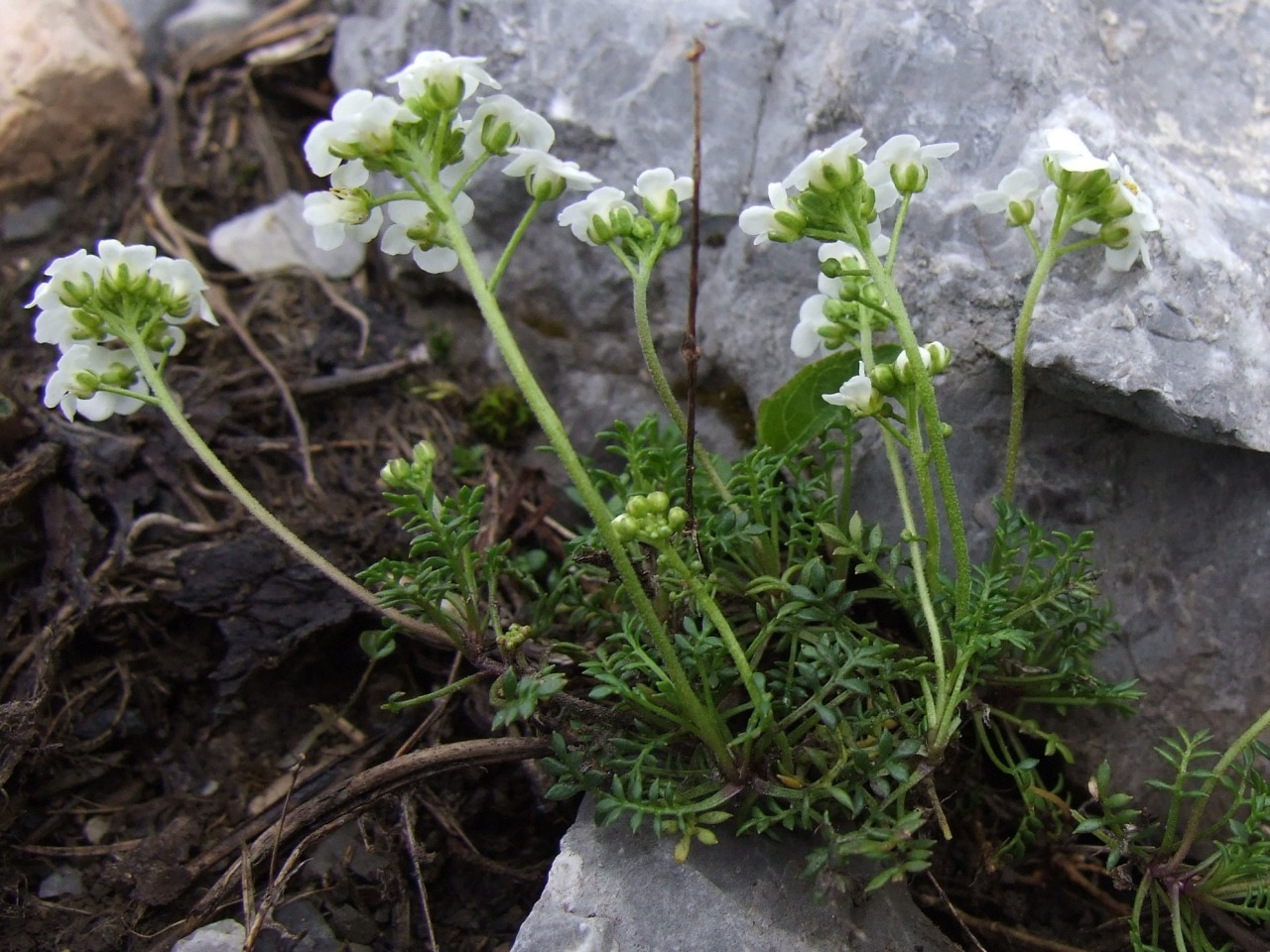
Gämskresse (Hornungia alpina)

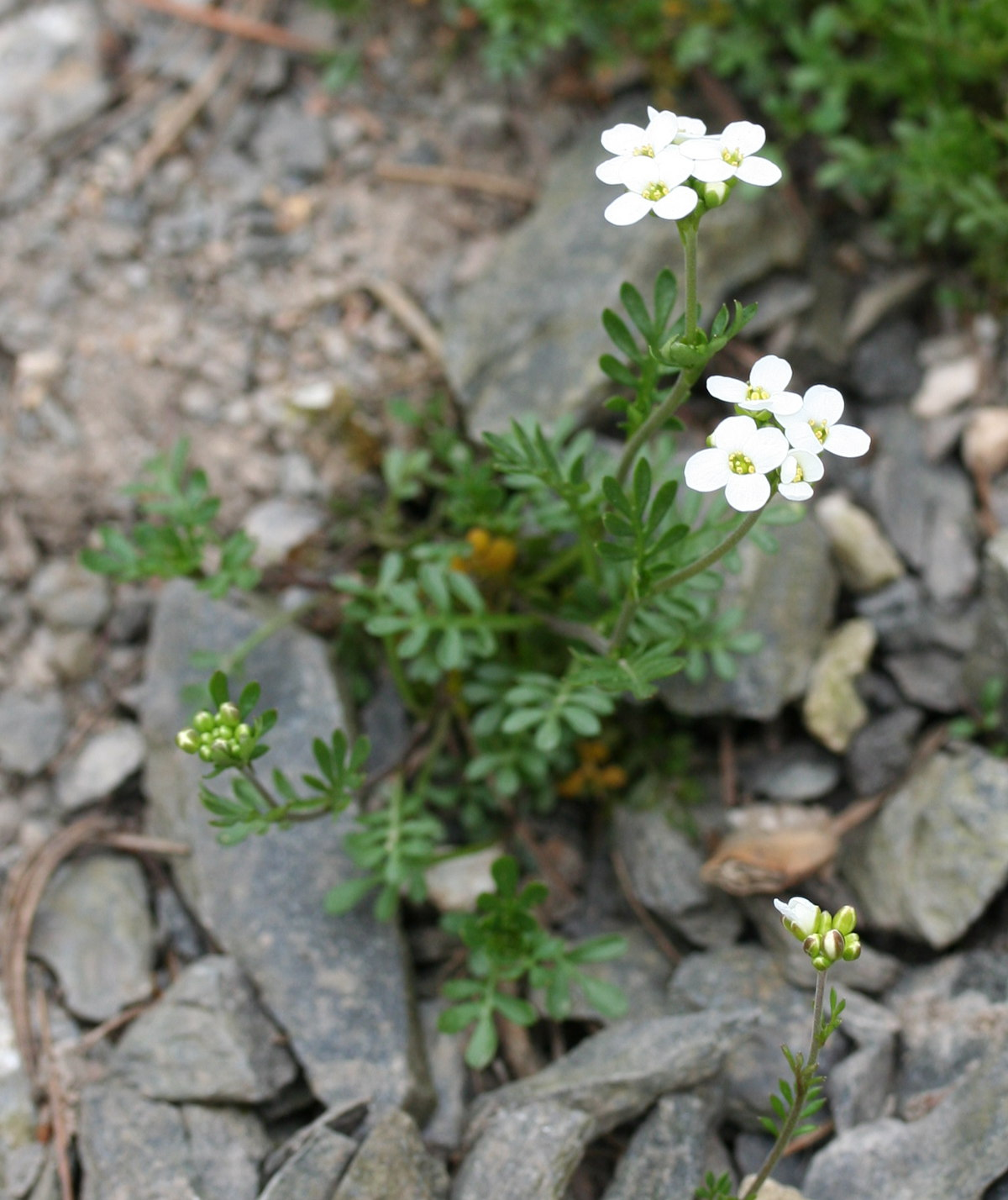
Hornungia alpina subsp. auerswaldii

## Systematik
Synonyme für Hornungia alpina (L.) O.Appel sind Pritzelago alpina (L.) Kuntze, Hutchinsia alpina (L.) W.T.Aiton.
Je nach Autor gibt es mehrere Unterarten:
- Kalk-Gämskresse (Hornungia alpina (L.) O.Appel subsp. alpina; Syn.: Pritzelago alpina (L.) Kuntze subsp. alpina, Hutchinsia alpina (L.) R. Br. subsp. alpina)
- Hornungia alpina subsp. auerswaldii (Willk.) O.Appel (Syn.: Hutchinsia alpina subsp. auerswaldii (Willk.) Nyman, Pritzelago alpina subsp. auerswaldii (Willkomm) Greuter & Burdet): Sie kommt in Portugal, Spanien und Frankreich vor.[5]
- Südalpen-Gämskresse (Hornungia alpina subsp. austroalpina (Trpin) O.Appel, Hutchinsia alpina subsp. austroalpina Trpin, Pritzelago alpina subsp. austroalpina (Trpin) Greuter & Burdet)
- Silikat-Gämskresse (Hornungia alpina subsp. brevicaulis (Spreng.) O.Appel; Syn.: Hutchinsia brevicaulis Sprengel, Pritzelago alpina subsp. brevicaulis (Spreng.) Greuter & Burdet, Hutchinsia alpina subsp. brevicaulis (Spreng.) Arcang.)
- Hornungia alpina subsp. fontqueri (Sauvage) O.Appel (Syn.: Hutchinsia fontqueri Sauvage, Pritzelago alpina subsp. fontqueri (Sauvage) Greuter & Burdet): Sie kommt in Marokko vor.[5]
- Hornungia alpina subsp. polatschekii (M.Laínz) O.Appel (Syn.: Hutchinsia alpina subsp. polatschekii Laínz, Pritzelago alpina subsp. polatschekii (M. Laínz) Greuter & Burdet): Sie kommt in Spanien vor.[5]

## Information zu einzelnen Subtaxa

### Kalk-Gämskresse (Hornungia alpinasubsp.alpina)
Diese mehrjährige krautige Pflanze erreicht Wuchshöhen von 5 bis 12 cm. Sie bildet Blattrosetten, die Laubblätter sind fiederspaltig bis fiederteilig. Die Kronblätter sind 3,5 bis 5 mm lang und 2 bis 3 mm breit, abrupt in den stielartigen unteren Teil verschmälert. Der Blütenstand ist nach dem Blühen verlängert. Die Früchte sind 4 bis 5 mm lang und enthalten 1,7 bis 2,2 mm lange Samen. Der Samen ist 0,2 bis 0,5 mm lang.
Die Chromosomenzahl beträgt 2n = 12.
Die Blütezeit reicht von Mai bis August.
Standorte dieser kalkliebende Unterart sind sickerfrische Felsschuttfluren in der subalpinen bis alpinen Höhenstufe. Sie dringt montan im Flussgeschiebe vor. Sie gedeiht vor allem im Thlaspietum rotundifolii aus dem Verband Thlaspeion rotundifolii, kommt aber auch in Pflanzengesellschaften der Verbände Arabidion caeruleae oder Epilobion fleischeri vor.
Sie kommt von Spanien und Italien bis Österreich, Kroatien und der Slowakei vor.
In Österreich ist sie häufig, fehlt jedoch im Burgenland und Wien. In den Allgäuer Alpen steigt diese Unterart am Gipfel der Mädelegabel in Bayern bis in Höhenlagen von 2645 Metern auf.
Die ökologischen Zeigerwerte nach Landolt et al. 2010 sind für Hornungia alpina subsp. alpina in der Schweiz: Feuchtezahl F = 3+ (feucht), Lichtzahl L = 5 (sehr hell), Reaktionszahl R = 4 (neutral bis basisch), Temperaturzahl T = 1 (alpin und nival), Nährstoffzahl N = 2 (nährstoffarm), Kontinentalitätszahl K = 2 (subozeanisch).

### Silikat-Gämskresse (Hornungia alpinasubsp.brevicaulis)
Diese mehrjährige krautige Pflanze erreicht Wuchshöhen von 2 bis 5 cm. Die Kronblätter sind 2,5 bis 4 mm lang und 1 bis 2 mm breit, allmählich in den stielartigen unteren Teil verschmälert. Der Griffel ist 0,1 bis 0,2 mm lang. Der Blütenstand nach dem Blühen kaum verlängert. Die Früchte sind 3,5 bis 4 mm lang und enthalten Samen die 1,2 bis 1,5 mm lang sind.
Die Chromosomenzahl beträgt 2n = 12.
Die Blütezeit reicht von Juli bis August.
Sie kommt in Europa in Frankreich, Italien, im früheren Jugoslawien, in Bulgarien, Rumänien und in der Slowakei vor. In Österreich ist sie zerstreut bis selten – fehlt im Burgenland, Wien und Niederösterreich. Standorte dieser kalkmeidende Unterart sind meist Gesteinsfluren, Schneetälchen (Blaukressenflur, Arabidetum caeruleae) in der alpinen Höhenstufe. Sie ist eine Charakterart des Arabidetum caeruleae.
Die ökologischen Zeigerwerte nach Landolt et al. 2010 sind für Hornungia alpina subsp. brevicaulis in der Schweiz: Feuchtezahl F = 3+ (feucht), Lichtzahl L = 5 (sehr hell), Reaktionszahl R = 3 (schwach sauer bis neutral), Temperaturzahl T = 1 (alpin und nival), Nährstoffzahl N = 2 (nährstoffarm), Kontinentalitätszahl K = 3 (subozeanisch bis subkontinental).

### Südalpen-Gämskresse (Hornungia alpinasubsp.austroalpina)
Kronblätter und Blütenstand wie bei der Silikat-Gämskresse, Frucht und Griffel wie bei der Kalk-Gämskresse. In Österreich bis heute noch nicht nachgewiesen, jedoch möglicherweise in den Südalpen vorhanden. Das Verbreitungsgebiet liegt in den Julischen Alpen.

## Inhaltsstoffe
Die Pflanzenteile schmecken kresseartig. Die Gämskresse wird „gerne“ von der Gämse verzehrt. Inhaltsstoffe in grünen Teilen und Samen sind Senföle, darunter Gluconasturtiin.